# Чичерин, Евгений Викторович
Евгений Викторович Чиче́рин («Чича», «Махно»; 14 июля 1972, Пермь — 17 мая 1999, там же) — музыкант, поэт, лидер группы «Хмели-Сунели».

## Биография
Родился 14 июля 1972 г. в Перми.
Учился в средней школе № 7 г. Перми с углубленным изучением английского языка. Пел в ансамбле Пермского дома пионеров «Муравейник».
В конце 80-х годов сотрудничал с обществом «Картинник» Старика Букашкина (Екатеринбург).
Долгое время жил в Москве в общежитии на Бабаевской, 3.
Являлся одной из главных фигур пермской хипповой тусовки. Был DJ «Радио „Медиана“».
18 мая 1999 года найден повешенным в одной из комнат принадлежащего ему частного дома, рядом с телом милиционеры нашли предсмертную записку.

## Дискография
Официально выпущен был лишь один альбом, «Хмели-Сунели» (1997). Существует также несколько концертных записей. В 2016 году Умка и Елена Ипанова выпустили совместный альбом «Шаг в сторону», в который были включены пять песен Чичерина.